# Ptilonyssus emberizae
Ptilonyssus emberizae är en spindeldjursart som beskrevs av Alex Fain 1956. Ptilonyssus emberizae ingår i släktet Ptilonyssus och familjen Rhinonyssidae. Inga underarter finns listade i Catalogue of Life.